# 拉格兰奇 (怀俄明州)
拉格兰奇（英語：La Grange）是美国怀俄明州戈申县下属的一座城鎮。该鎮的人口在2023年統計約为378人。